# Neoallocotocera majuscula
Neoallocotocera majuscula är en tvåvingeart som först beskrevs av Tonnoir och Edwards 1927.  Neoallocotocera majuscula ingår i släktet Neoallocotocera och familjen svampmyggor. Inga underarter finns listade i Catalogue of Life.